# Рослини Чернівецької області, занесені до Червоної книги України
Список рослин Чернівецької області, занесених до Червоної книги України.

## Статистика
До списку входить 140 видів рослин, з них:
- Судинних рослин — 128;
- Мохоподібних — 5;
- Водоростей — 1;
- Лишайників — 4;
- Грибів — 2.

Серед них за природоохоронним статусом: 
- Вразливих — 53;
- Рідкісних — 39;
- Недостатньо відомих  — 1;
- Неоцінених — 26;
- Зникаючих — 19;
- Зниклих у природі — 1;
- Зниклих — 1.

## Список видів
| № п/п | Українська назва виду                                          | Латинська назва виду                                                 | Природоохоронний статус | Група           |
| ----- | -------------------------------------------------------------- | -------------------------------------------------------------------- | ----------------------- | --------------- |
| 1     | Аконіт Бессера                                                 | Aconitum besserianum Andrz. ex Trautv.                               | Вразливий               | Судинні рослини |
| 2     | Аконіт Жакена                                                  | Aconitum jacquinii Rchb.                                             | Рідкісний               | Судинні рослини |
| 3     | Аконіт несправжньо-протиотруйний                               | Aconitum pseudanthora Błocki ex Pacz.                                | Вразливий               | Судинні рослини |
| 4     | Аконіт опушеноплодий                                           | Aconitum lasiocarpum (Rchb.) Göyer                                   | Вразливий               | Судинні рослини |
| 5     | Анакамтодон сплахноподібний                                    | Anacamptodon splachnoides (Froel. ex Brid.) Brid.                    | Вразливий               | Мохоподібні     |
| 6     | Баранець звичайний                                             | Huperzia selago (L.) Bernh. ex Schrank et Mart.                      | Неоцінений              | Судинні рослини |
| 7     | Беладонна звичайна                                             | Atropa belladonna L.                                                 | Вразливий               | Судинні рослини |
| 8     | Берека (горобина берека)                                       | Sorbus torminalis (L.) Crantz                                        | Неоцінений              | Судинні рослини |
| 9     | Билинець довгорогий                                            | Gymnadenia conopsea (L.) R.Br.                                       | Вразливий               | Судинні рослини |
| 10    | Билинець щільноквітковий                                       | Gymnadenia densiflora (Wahlenb.) A.Dietr.                            | Вразливий               | Судинні рослини |
| 11    | Білотка альпійська, едельвейс, шовкова косиця                  | Leontopodium alpinum Cass.                                           | Зникаючий               | Судинні рослини |
| 12    | Білоцвіт весняний                                              | Leucojum vernum L.                                                   | Неоцінений              | Судинні рослини |
| 13    | Борідник шерстистоволосистий                                   | Jovibarba hirta (L.) Opiz                                            | Рідкісний               | Судинні рослини |
| 14    | Бровник однобульбовий (герміній однобульбовий)                 | Herminium monorchis (L.) R. Br.                                      | Зникаючий               | Судинні рослини |
| 15    | Бруслина карликова                                             | Euonymus nana М. Bieb.                                               | Вразливий               | Судинні рослини |
| 16    | Булатка великоквіткова                                         | Cephalanthera damasonium (Mill.) Druce                               | Рідкісний               | Судинні рослини |
| 17    | Булатка довголиста                                             | Cephalanthera longifolia (L.) Fritsch                                | Рідкісний               | Судинні рослини |
| 18    | Булатка червона                                                | Cephalanthera rubra (L.) Rich.                                       | Рідкісний               | Судинні рослини |
| 19    | Вітеринка нарцисоквіткова (анемона нарцисоквіткова)            | Anemone narcissiflora L.                                             | Вразливий               | Судинні рослини |
| 20    | Гвоздика гренобльська (гвоздика граціанопольська)              | Dianthus gratianopolitanus Vill.                                     | Зниклий в природі       | Судинні рослини |
| 21    | Глевчак однолистий (малаксис однолистий)                       | Malaxis monophyllos (L.) Sw.                                         | Вразливий               | Судинні рослини |
| 22    | Гніздівка звичайна                                             | Neottia nidus-avis (L.) Rich.                                        | Неоцінений              | Судинні рослини |
| 23    | Головатень високий                                             | Echinops exaltatus Schrad.                                           | Неоцінений              | Судинні рослини |
| 24    | Горицвіт весняний                                              | Adonis vernalis L.                                                   | Неоцінений              | Судинні рослини |
| 25    | Гронянка багатороздільна                                       | Botrychium multifidum (S.G.Gmel.) Rupr.                              | Рідкісний               | Судинні рослини |
| 26    | Гронянка віргінська                                            | Botrychium virginianum (L.) Sw.                                      | Зникаючий               | Судинні рослини |
| 27    | Гронянка півмісяцева (ключ-трава)                              | Botrychium lunaria (L.) Sw.                                          | Вразливий               | Судинні рослини |
| 28    | Гудієра повзуча                                                | Goodyera repens (L.) R.Br.                                           | Вразливий               | Судинні рослини |
| 29    | Дзвоники Кладни                                                | Campanula kladniana (Schur) Witasek                                  | Рідкісний               | Судинні рослини |
| 30    | Доліхоуснея найдовша, уснея найдовша                           | Dolichousnea longissima (Ach.) Articus                               | Вразливий               | Лишайники       |
| 31    | Дрочок крилатий                                                | Genistella sagittalis (L.) Gams                                      | Рідкісний               | Судинні рослини |
| 32    | Еритроній собачий зуб                                          | Erythronium dens-canis L.                                            | Рідкісний               | Судинні рослини |
| 33    | Жировик Льозеля                                                | Liparis loeselii (L.) Rich.                                          | Вразливий               | Судинні рослини |
| 34    | Жостір фарбувальний                                            | Rhamnus tinctoria Waldst. et Kit.                                    | Рідкісний               | Судинні рослини |
| 35    | Зелениця сплюснута (дифазіаструм сплюснутий)                   | Diphasiastrum complanatum (L.) Holub                                 | Рідкісний               | Судинні рослини |
| 36    | Зіновать біла, рокитничок білий                                | Chamaecytisus albus (Hacq.) Rothm.                                   | Вразливий               | Судинні рослини |
| 37    | Зіновать Блоцького, рокитничок Блоцького                       | Chamaecytisus blockianus (Pawł.) Klásk.                              | Рідкісний               | Судинні рослини |
| 38    | Зіновать Пачоського, рокитничок Пачоського                     | Chamaecytisus paczoskii (V. Krecz.) Klásk.                           | Рідкісний               | Судинні рослини |
| 39    | Зіновать подільська, рокитничок подільський                    | Chamaecytisus podolicus (Błocki) Klásk.                              | Вразливий               | Судинні рослини |
| 40    | Зіновать Рошеля, рокитничок Рошеля                             | Chamaecytisus rochelii (Wierzb.) Rothm.                              | Рідкісний               | Судинні рослини |
| 41    | Зозулинець пурпуровий                                          | Orchis purpurea Huds.                                                | Вразливий               | Судинні рослини |
| 42    | Зозулинець чоловічий                                           | Orchis mascula (L.) L.                                               | Вразливий               | Судинні рослини |
| 43    | Зозулинець шоломоносний                                        | Orchis militaris L.                                                  | Вразливий               | Судинні рослини |
| 44    | Зозулині сльози серцелисті                                     | Listera cordata (L.) R.Br.                                           | Вразливий               | Судинні рослини |
| 45    | Зозулині сльози яйцеподібні                                    | Listera ovata (L.) R.Br.                                             | Неоцінений              | Судинні рослини |
| 46    | Зозулині черевички справжні                                    | Cypripedium calceolus L.                                             | Вразливий               | Судинні рослини |
| 47    | Зозульки бузинові (пальчатокорінник бузиновий)                 | Dactylorhiza sambucina (L.) Soy                                      | Вразливий               | Судинні рослини |
| 48    | Зозульки м'ясочервоні (пальчатокорінник м'ясочервоний)         | Dactylorhiza incarnata (L.) Soy s.l.                                 | Вразливий               | Судинні рослини |
| 49    | Зозульки плямисті (пальчатокорінник плямистий)                 | Dactylorhiza maculata (L.) Soό s.l.                                  | Вразливий               | Судинні рослини |
| 50    | Зозульки серценосні (пальчатокорінник серценосний)             | Dactylorhiza cordigera (Fries) Soy                                   | Вразливий               | Судинні рослини |
| 51    | Зозульки травневі (пальчатокорінник травневий)                 | Dactylorhiza majalis (Rchb.) P.F.Hunt et Summerhayes s.l.            | Рідкісний               | Судинні рослини |
| 52    | Зозульки Фукса (пальчатокорінник Фукса)                        | Dactylorhiza fuchsii (Druce) Soy                                     | Неоцінений              | Судинні рослини |
| 53    | Кампілостелій скельний                                         | Campylostelium saxicola (F. Weber et D. Mohr) Bruch et Schimp.       | Рідкісний               | Мохоподібні     |
| 54    | Клаваріадельф товкачиковий                                     | Clavariadelphus pistillaris (L.) Donk                                | Рідкісний               | Гриби           |
| 55    | Клокичка периста                                               | Staphylea pinnata L.                                                 | Рідкісний               | Судинні рослини |
| 56    | Ковила волосиста                                               | Stipa capillata L.                                                   | Неоцінений              | Судинні рослини |
| 57    | Ковила найкрасивіша                                            | Stipa pulcherrima K. Koch                                            | Вразливий               | Судинні рослини |
| 58    | Ковила пірчаста                                                | Stipa pennata L.                                                     | Вразливий               | Судинні рослини |
| 59    | Конардія компактна                                             | Conardia compacta (Drumm.ex Müll. Hal.) H. Rob.                      | Рідкісний               | Мохоподібні     |
| 60    | Коральковець тричінадрізаний                                   | Corallorhiza trifida Chätel.                                         | Рідкісний               | Судинні рослини |
| 61    | Коручка болотна                                                | Epipactis palustris (L.) Crantz                                      | Вразливий               | Судинні рослини |
| 62    | Коручка пурпурова                                              | Epipactis purpurata Smith                                            | Рідкісний               | Судинні рослини |
| 63    | Коручка темно-червона                                          | Epipactis atrorubens (Hoffm. ex Bernh.) Besser                       | Вразливий               | Судинні рослини |
| 64    | Коручка чемерникоподібна (коручка широколиста)                 | Epipactis helleborine (L.) Crantz                                    | Неоцінений              | Судинні рослини |
| 65    | Косарики черепитчасті                                          | Gladiolus imbricatus L.                                              | Вразливий               | Судинні рослини |
| 66    | Костриця Порціуса                                              | Festuca porcii Hack.                                                 | Вразливий               | Судинні рослини |
| 67    | Костриця скельна                                               | Festuca saxatilis Schur                                              | Неоцінений              | Судинні рослини |
| 68    | Ласкавець тонкий                                               | Bupleurum tenuissimum L.                                             | Вразливий               | Судинні рослини |
| 69    | Лептогіум насічений                                            | Leptogium saturninum (Dicks.) Nyl.                                   | Вразливий               | Лишайники       |
| 70    | Лілія лісова                                                   | Lilium martagon L.                                                   | Неоцінений              | Судинні рослини |
| 71    | Лобарія легеневоподібна                                        | Lobaria pulmonaria (L.) Hoffm.                                       | Вразливий               | Лишайники       |
| 72    | Ломикамінь аїзоподібний                                        | Saxifraga aizoides L.                                                | Зникаючий               | Судинні рослини |
| 73    | Ломикамінь переломниковий                                      | Saxifraga androsacea L.                                              | Рідкісний               | Судинні рослини |
| 74    | Любка дволиста                                                 | Platanthera bifolia (L.) Rich.                                       | Неоцінений              | Судинні рослини |
| 75    | Любка зеленоквіткова                                           | Platanthera chlorantha (Cust.) Rchb.                                 | Рідкісний               | Судинні рослини |
| 76    | Льон бесарабський                                              | Linum basarabicum (Savul. et Rayss) Klokov ex Juz.                   | Неоцінений              | Судинні рослини |
| 77    | Меч-трава болотна                                              | Cladium mariscus (L.) Pohl s.l.                                      | Вразливий               | Судинні рослини |
| 78    | Місячниця оживаюча (лунарія оживаюча)                          | Lunaria rediviva L.                                                  | Неоцінений              | Судинні рослини |
| 79    | Міхурниця гірська (пухирник гірський)                          | Cystopteris montana (Lam.) Bernh. ex Desv.                           | Рідкісний               | Судинні рослини |
| 80    | Міхурниця судетська (пухирник судетський)                      | Cystopteris sudetica A.Braunet Milde                                 | Неоцінений              | Судинні рослини |
| 81    | Молочай густоволохатоплодий                                    | Euphorbia valdevillosocarpa Arvat et Nyár.                           | Зникаючий               | Судинні рослини |
| 82    | Надбородник безлистий                                          | Epipogium aphyllum Sw.                                               | Зникаючий               | Судинні рослини |
| 83    | Неотінея обпалена (зозулинець обпалений)                       | Neotinea ustulata (L.) R.M. Bateman, Pridgeon et M.W. Chase          | Зникаючий               | Судинні рослини |
| 84    | Нітела найтонша                                                | Nitella tenuissima (Desv.) Kütz.                                     | Рідкісний               | Водорості       |
| 85    | Орлики трансильванські                                         | Aquilegia transsilvanica Schur                                       | Зникаючий               | Судинні рослини |
| 86    | Орлики чорніючі                                                | Aquilegia nigricans Baumg.                                           | Рідкісний               | Судинні рослини |
| 87    | Осока Буксбаума                                                | Carex buxbaumii Wahlenb.                                             | Вразливий               | Судинні рослини |
| 88    | Осока Девелла                                                  | Carex davalliana Smith                                               | Вразливий               | Судинні рослини |
| 89    | Осока затінкова                                                | Carex umbrosa Host                                                   | Неоцінений              | Судинні рослини |
| 90    | Осока малоквіткова                                             | Carex pauciflora Lightf.                                             | Вразливий               | Судинні рослини |
| 91    | Осока пажитницеподібна (осока пажитницева)                     | Carex loliacea L.                                                    | Зникаючий               | Судинні рослини |
| 92    | Осот різнолистий                                               | Cirsium heterophyllum (L.) Hill                                      | Недостатньо відомий     | Судинні рослини |
| 93    | Офрис комахоносна                                              | Ophrys insectifera L.                                                | Зникаючий               | Судинні рослини |
| 94    | Очиток застарілий                                              | Sedum antiquum Omelcz. et Zaverucha                                  | Рідкісний               | Судинні рослини |
| 95    | Пармотрема перлинова, пармотрема китайська, пармелія перлинова | Parmotrema perlata (Huds.) M. Choisy                                 | Рідкісний               | Лишайники       |
| 96    | Півники сибірські                                              | Iris sibirica L.                                                     | Вразливий               | Судинні рослини |
| 97    | Підсніжник білосніжний (підсніжник звичайний)                  | Galanthus nivalis L.                                                 | Неоцінений              | Судинні рослини |
| 98    | Пізньоцвіт осінній                                             | Colchicum autumnale L.                                               | Неоцінений              | Судинні рослини |
| 99    | Плаун річний                                                   | Lycopodium annotinum L.                                              | Вразливий               | Судинні рослини |
| 100   | Плодоріжка блощична (зозулинець блощичний)                     | Anacamptis coriophora (L.) R.M. Bateman, Pridgeon et M.W. Chase s.l. | Вразливий               | Судинні рослини |
| 101   | Плодоріжка болотна (зозулинець болотний)                       | Anacamptis palustris (Jacq.) R.M. Bateman, Pridgeon et M.W. Chase    | Вразливий               | Судинні рослини |
| 102   | Плодоріжка пірамідальна (анакампт пірамідальний)               | Anacamptis pyramidalis (L.) Rich.                                    | Вразливий               | Судинні рослини |
| 103   | Плодоріжка салепова (зозулинець салеповий)                     | Anacamptis morio (L.) R.M. Bateman, Pridgeon et M.W. Chase           | Вразливий               | Судинні рослини |
| 104   | Псевдорхіс білуватий (лейкорхіс білуватий)                     | Pseudorchis albida (L.) A.Löveet D.Löve                              | Вразливий               | Судинні рослини |
| 105   | Рутвиця гачкувата                                              | Thalictrum uncinatum Rehm.                                           | Рідкісний               | Судинні рослини |
| 106   | Рутвиця смердюча                                               | Thalictrum foetidum L.                                               | Зникаючий               | Судинні рослини |
| 107   | Рябчик гірський                                                | Fritillaria montana Hoppe                                            | Зникаючий               | Судинні рослини |
| 108   | Рябчик шаховий                                                 | Frittilaria meleagris L.                                             | Вразливий               | Судинні рослини |
| 109   | Сальвінія плаваюча                                             | Salvinia natans (L.) All.                                            | Неоцінений              | Судинні рослини |
| 110   | Сверція багаторічна (бешишниця багаторічна)                    | Swertia perennis L.                                                  | Вразливий               | Судинні рослини |
| 111   | Скереда Жакена                                                 | Crepis jacquinii Tausch                                              | Рідкісний               | Судинні рослини |
| 112   | Скополія карніолійська                                         | Scopolia carniolica Jacq.                                            | Неоцінений              | Судинні рослини |
| 113   | Смілкоквітка Завадського (смілка Завадського)                  | Silenanthe zawadskii (Herbich) Griseb. et Schenk                     | Рідкісний               | Судинні рослини |
| 114   | Сон великий                                                    | Pulsatilla grandis Wender.                                           | Вразливий               | Судинні рослини |
| 115   | Сон лучний (сон чорніючий, сон богемський)                     | Pulsatilla pratensis (L.) Mill. s.l.                                 | Неоцінений              | Судинні рослини |
| 116   | Сон розкритий                                                  | Pulsatilla patens (L.) Mill. s.l.                                    | Неоцінений              | Судинні рослини |
| 117   | Сон Шерфеля (сон білий)                                        | Pulsatilla scherfelii (Ullep.) Skalicke                              | Рідкісний               | Судинні рослини |
| 118   | Сонценасінник таємний                                          | Heliosperma arcanum Zapał.                                           | Зниклий                 | Судинні рослини |
| 119   | Соссюрея різноколірна                                          | Saussurea discolor (Willd.) DC.                                      | Зникаючий               | Судинні рослини |
| 120   | Сфагн блискучий                                                | Sphagnum subnitens Russowet Warnst.                                  | Зникаючий               | Мохоподібні     |
| 121   | Тирлич крапчастий                                              | Gentiana punctata L.                                                 | Вразливий               | Судинні рослини |
| 122   | Тирлич мішкоподібний                                           | Gentiana utriculosa L.                                               | Зникаючий               | Судинні рослини |
| 123   | Тис ягідний (негній-дерево)                                    | Taxus baccata L.                                                     | Вразливий               | Судинні рослини |
| 124   | Товстянка альпійська                                           | Pinguicula alpina L.                                                 | Рідкісний               | Судинні рослини |
| 125   | Тонконіг Ремана                                                | Poa rehmannii (Asch. et Graebn.) Woł.                                | Рідкісний               | Судинні рослини |
| 126   | Траунштейнера куляста                                          | Traunsteinera globosa (L.) Rchb.                                     | Вразливий               | Судинні рослини |
| 127   | Фіалка біла                                                    | Viola alba Besser                                                    | Рідкісний               | Судинні рослини |
| 128   | Фісиденс рудуватий                                             | Fissidens rufulus Bruch et Schimp.                                   | Рідкісний               | Мохоподібні     |
| 129   | Цибуля ведмежа (черемша)                                       | Allium ursinum L.                                                    | Неоцінений              | Судинні рослини |
| 130   | Чина гладенька                                                 | Lathyrus laevigatus (Waldst. et Kit.) Fritsch                        | Рідкісний               | Судинні рослини |
| 131   | Чина ряба, чина венеціанська                                   | Lathyrus venetus (Mill.) Wohlf.                                      | Вразливий               | Судинні рослини |
| 132   | Чорнянка карпатська (нігрітеля карпатська)                     | Nigritella carpatica (Zapał.) Teppner, Klein et Zagulski             | Зникаючий               | Судинні рослини |
| 133   | Шафран Гейфелів                                                | Crocus heuffelianus Herb.                                            | Неоцінений              | Судинні рослини |
| 134   | Шиверекія подільська                                           | Schivereckia podolica (Besser) Andrz. ex DC.                         | Неоцінений              | Судинні рослини |
| 135   | Шишкогриб лускатий, лускач                                     | Strobilomyces strobilaceus (Scop.) Berk.                             | Зникаючий               | Гриби           |
| 136   | Шолудивник високий                                             | Pedicularis exaltata Besser                                          | Зникаючий               | Судинні рослини |
| 137   | Язичник сибірський (буковинський, український)                 | Ligularia sibirica Cass.                                             | Вразливий               | Судинні рослини |
| 138   | Язичник сивий                                                  | Ligularia glauca (L.) J.Hoffm.                                       | Зникаючий               | Судинні рослини |
| 139   | Язичок зелений                                                 | Coeloglossum viride (L.) C.Hartm.                                    | Рідкісний               | Судинні рослини |
| 140   | Ясенець білий                                                  | Dictamnus albus L.                                                   | Рідкісний               | Судинні рослини |